# Tunnel ferroviaire du Cinquantenaire
Pour les articles homonymes, voir Cinquantenaire, Merode et Josaphat.
Le tunnel du Cinquantenaire est un tunnel ferroviaire de la ligne de Schaerbeek à Hal (26 Infrabel), long de 2 331 m, situé près du Parc du Cinquantenaire à Bruxelles en Belgique.
Il est également nommé tunnel ferroviaire Merode-Josaphat.

## Situation ferroviaire
Le tunnel du Cinquantenaire, d'une longueur de 2 331 m, est situé entre les points kilométrique (PK) ... et ... de la ligne de Schaerbeek à Hal (26 Infrabel). La gare de Meiser précède son entrée nord, la gare souterraine de Merode est située à l'intérieur du tunnel, et plus loin au sud, la gare de Delta. 

## Histoire
Le tunnel de 1 716 m de long, qui doit son nom au Parc du Cinquantenaire, est construit en plusieurs étapes et achevé par l'entreprise française Fougerolle Frères de 1924 à 1926. Il fut ensuite prolongé par une tranchée couverte dans les années 1970.

### Genèse
- Dans les années 1890, les Chemins de fer de l'État belge faisaient face à la congestion des différentes lignes rayonnant autour de Bruxelles, notamment car les trains de marchandises transitant par la ville gênaient le mouvement des trains de voyageurs. La ligne de ceinture ouest existait déjà mais aboutissait trop près des grandes gares à voyageurs de Bruxelles et ne se connectait pas aux lignes de l'est de Bruxelles. Une seconde ligne de ceinture, effectuant une boucle plus large, fut alors planifiée.[réf. nécessaire]
- La ligne 26 étant envisagée à moyen terme[réf. nécessaire], on profita de la réalisation de l'Avenue de Tervueren, qui devait enjamber la future ligne ferroviaire, pour creuser une tranchée 200 m qui fut ensuite voûtée[3].

### Premiers coups de pioche
- À partir de 1907, la construction de la ligne 26 est formellement mise en route, en même temps que celle de la ligne de marchandises entre Schaerbeek et Anvers ; cependant, les travaux commencent à Etterbeek[réf. nécessaire].
- En 1910, le tunnel est définitivement adjugé. Cependant, l'entrepreneur[Qui ?] abandonna les travaux après avoir essayé plusieurs méthodes pendant 18 mois. Près de 200 m supplémentaires de tunnel ont été creusés au sud mais seuls 53 m ont pu être creusés côté Schaerbeek[3].

### Achèvement des travaux
La Première Guerre mondiale interrompt toute réalisation de la ligne 26 ; les travaux ne reprenant que dans les années 1920. C'est en 1924 que la réalisation des 1 235 m restants fut adjugée.

#### Difficultés
En 1910, l'entrepreneur avait fini par renoncer à cause des difficultés causées par les terrains à traverser : il s'agit de sables bruxelliens et lakeniens entrecoupés de bancs de grès. Ces sables, très compacts, manquent de cohésion en cas de fouille quand ils sont décalcifiés ; ils pèsent fortement sur les blindages[Quoi ?] du tunnel et les couches supérieures se tassent à la moindre secousse. À cette première difficulté se rajoute une seconde : alors que les terrains situés au-dessus des parties creusées en 1910 n'étaient pas encore bâtis, des quartiers entiers ont été réalisées sur la partie qui reste à creuser en 1924. Les fouilles devaient se faire à 10 m sous le niveau des rues et devaient être réalisées avec un luxe de précautions afin d'éviter tout tassement qui mettrait en péril la stabilité de la voûte mais aussi des maisons construites au-dessus. En revanche, le niveau de la nappe phréatique était suffisamment bas pour ne pas inonder les galeries. Les parois de la galerie réalisée à partir de 1924 sont bétonnées et l'assiette des voies reposent sur un radier.

#### Réalisation
La construction se fit d'un seul front, en partant de Schaerbeek et plusieurs puits ont été creusés sur le parcours et deux ont été conservés pour l'évacuation des fumées des locomotives (un puits de taille moyenne au milieu du square Jules de Burlet et un puits très grand rue Victor Hugo. Malgré les précautions prises, de nombreux immeubles avoisinant ont été endommagés ; en outre, une poche d'argile remplie d'eau fut découverte sur le trajet et a nécessité de grandes quantités de béton. Malgré ces contretemps, le tunnel fut achevé en avance sur les délais impartis.

### Prolongement
Dans les années 1970, avec la disparition de l'ancienne gare des marchandises du cinquantenaire, il est ensuite prolongé le long de la rue Père De Deken et atteint une longueur de 2 331 m[réf. nécessaire]. La halte ferroviaire de Merode a été réalisée en souterrain[Quand ?] dans la partie prolongée du tunnel ; l'ancien portail du tunnel est visible depuis les quais.

### Travaux RER
Le tunnel Schuman-Josaphat, inauguré en 2015, se connecte au tunnel du Cinquantenaire et se prolonge par les dernières centaines de mètres de ce tunnel qui ont été modernisés et insonorisés à l'occasion. Lors du creusement de ce tunnel, la ligne 26 a été mise à simple voie et une portion de la voûte a laissé la place à une section qui permet aux deux lignes ferroviaires de se connecter.

## Localisation des entrées
- Entrée nord : 50° 51′ 12″ N, 4° 23′ 41″ E
- Entrée sud : 50° 49′ 58″ N, 4° 24′ 08″ E

## Galerie d'images

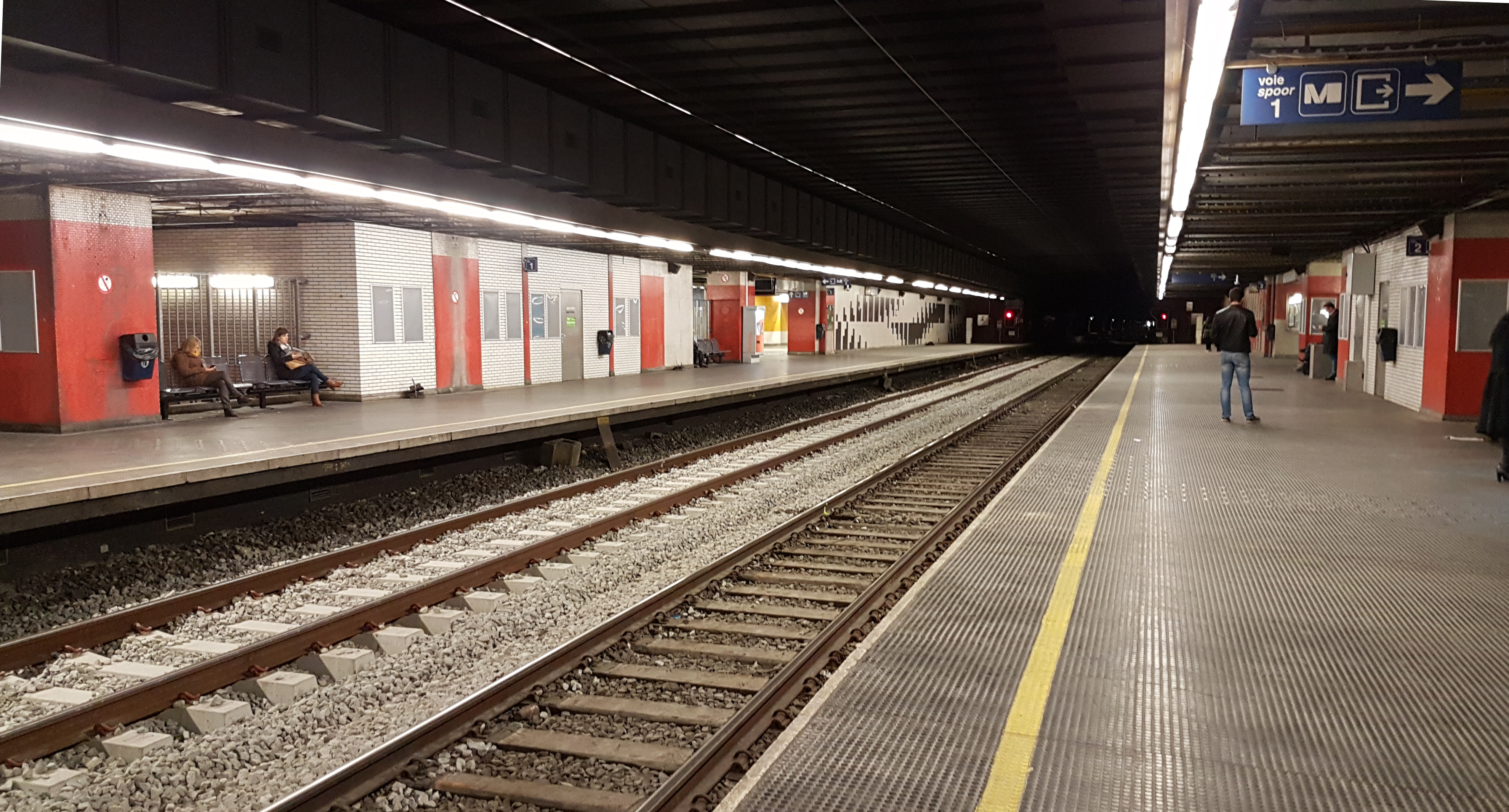
Gare de Merode L'ancien portail sud du tunnel se trouve à l'extrémité des quais.
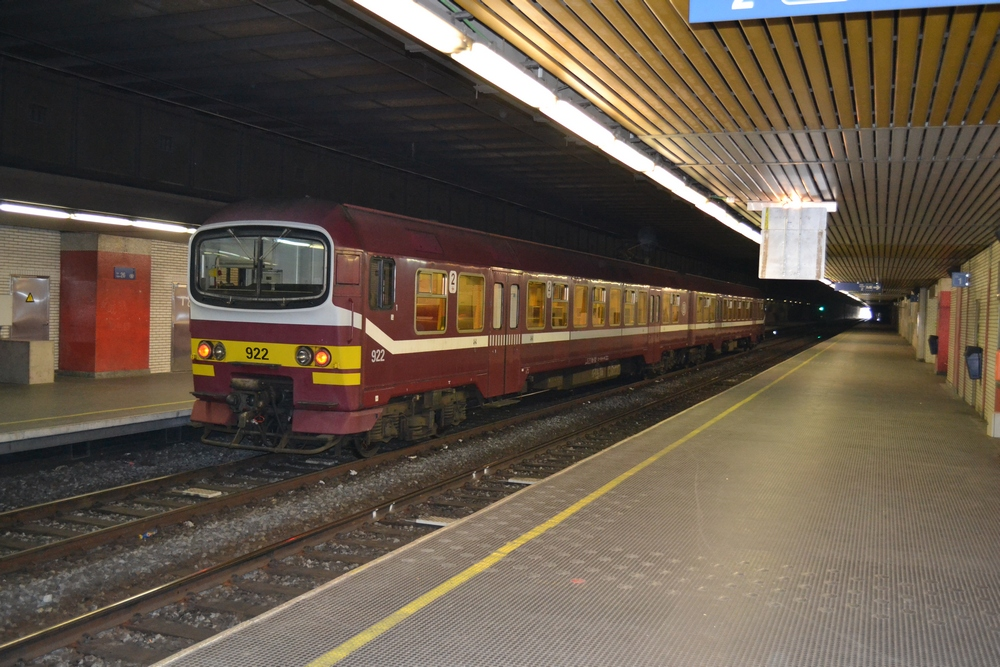
La partie prolongée du tunnel est visible en arrière-plan.
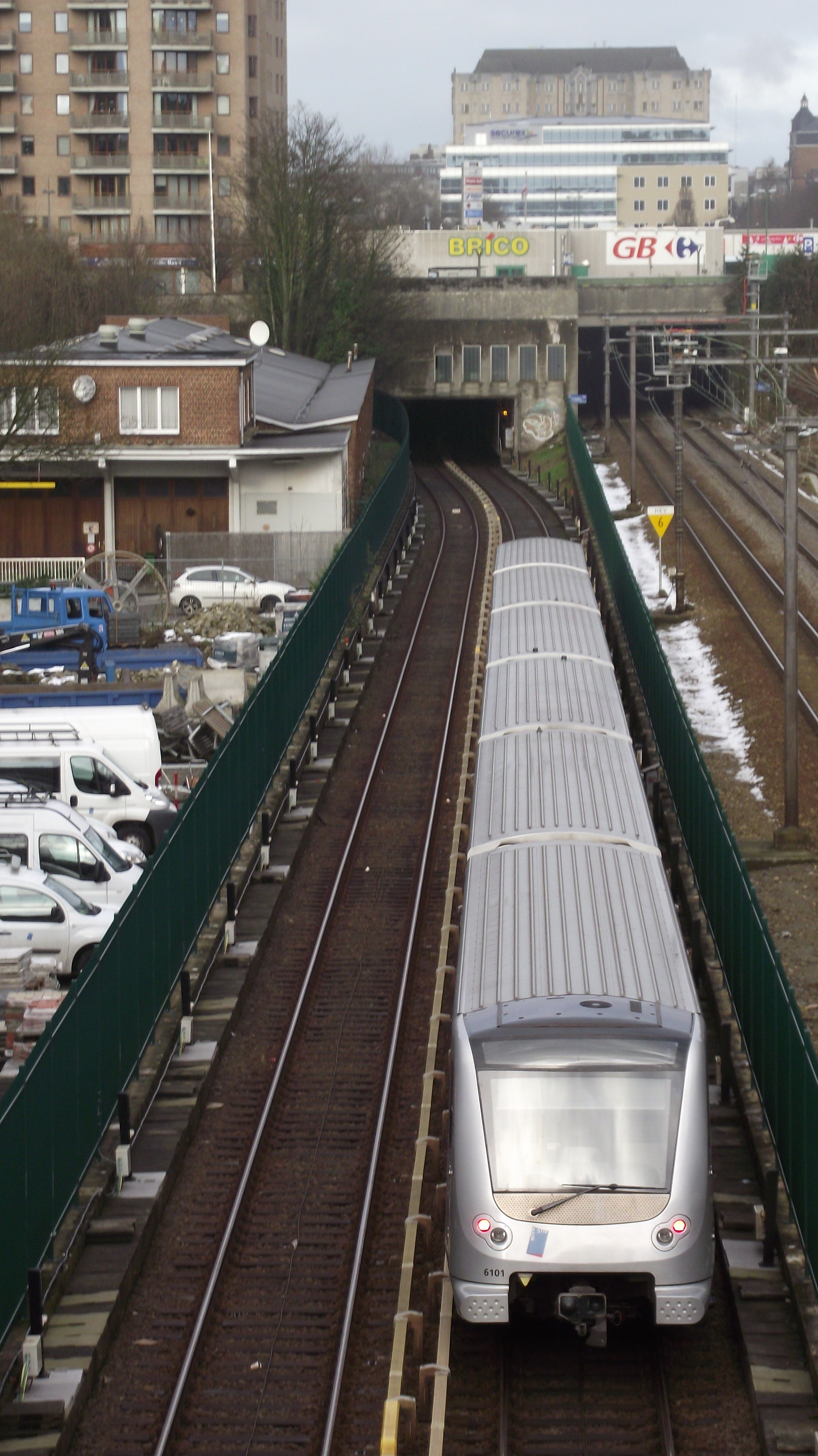
À droite, le nouveau portail sud.